# HAT-P-42
HAT-P-42は、うみへび座の恒星で12等星。太陽系外惑星が発見されている。

## 概要
黄色の主系列星で、ガイア計画で観測された年周視差によると地球から約1,340光年の位置にある。
2011年、HATネット（Hungarian Automated Telescope Network, ハンガリー自動望遠鏡ネットワーク）が2010年から2012年にかけて行ったトランジット法による探査で、木星とほぼ同じ質量を持つ太陽系外惑星HAT-P-42bが発見された。主星から0.06天文単位 (au) の軌道を約4.6日の周期で公転している。
| 名称 （恒星に近い順） | 質量             | 軌道長半径 （天文単位） | 公転周期 (日)       | 軌道離心率 | 軌道傾斜角     | 半径             |
| --------------------- | ---------------- | ----------------------- | ------------------- | ---------- | -------------- | ---------------- |
| b (Iolaus)            | 0.975 ± 0.126 MJ | 0.0575 ± 0.0011         | 4.641876 ± 0.000032 | —          | 85.9+1.3 −0.8° | 1.277 ± 0.149 RJ |

## 名称
2019年、世界中の全ての国または地域に1つの系外惑星系を命名する機会を提供する「IAU100 Name ExoWorldsプロジェクト」において、HAT-P-42 と HAT-P-42b はギリシャ共和国に割り当てられる系外惑星系となった。このプロジェクトは、「国際天文学連合100周年事業」の一環として計画されたイベントの1つで、ギリシャ国内での選考、国際天文学連合 (IAU) への提案を経て太陽系外惑星とその主星に固有名が承認されるものであった。2019年12月17日、IAUから最終結果が公表され、HAT-P-42はLerna、HAT-P-42 bはIolausと命名された。これらは、ギリシャ神話でうみへび座のモチーフとなった、ヘーラクレースの12の功業の1つ「レルネーのヒュドラー退治に登場する地名と人名に由来しており、Lerna は9つの頭を持つ不死身の怪物ヒュドラーが住んでいたとされるペロポネソス半島東部にかつてあった湖の名前に、Iolaus はヒュドラー退治に同行したヘーラクレースの甥イオラーオスにちなんで名付けられた。